# Pelecopsis physeter
Pelecopsis physeter là một loài nhện trong họ Linyphiidae.
Loài này thuộc chi Pelecopsis. Pelecopsis physeter được Jean-Louis Fage miêu tả năm 1936.